# Ladislav Orosz
Ladislav Orosz (* 15. dubna 1959 Rožňava) je slovenský právník, vysokoškolský pedagog a soudce Ústavního soudu Slovenské republiky, bývalý politik za SDĽ, po sametové revoluci československý poslanec Sněmovny národů Federálního shromáždění, na přelomu století poslanec Národní rady SR.

## Biografie
V roce 1982 absolvoval Právnickou fakultu Univerzity Pavla Jozefa Šafárika v Košicích.Do roku 1994 působil jako pedagog na Katedře státního a správního práva této školy. V období let 1986–1990 byl externím aspirantem na Ústavu státu a práva Slovenské akademie věd.
Angažoval se i politicky. Ve volbách roku 1992 byl za SDĽ zvolen do slovenské části Sněmovny národů. Ve Federálním shromáždění setrval do zániku Československa v prosinci 1992. V slovenských parlamentních volbách roku 1998 byl zvolen do Národní rady SR za SDĽ. V parlamentu setrval do roku 2002. Zastával zde post předsedy ústavněprávního výboru.
V letech 1993–1998 byl zástupcem ředitele legislativního odboru Kanceláře prezidenta Slovenské republiky a od roku 1994 vedoucím detašovaného pracoviště této kanceláře v Košicích. V roce 1999 se habilitoval na Právnické fakultě Univerzity Pavla Jozefa Šafárika. Do roku 2002 učil na Katedře politologie Filozofické fakulty Prešovské univerzity a od roku 2004 na Právnické fakultě Univerzity Pavla Jozefa Šafárika na Institutu politologie Prešovské univerzity. V letech 2003–2004 byl poradcem Ústavního soudu SR. 16. února 2007 byl jmenován soudcem Ústavního soudu Slovenské republiky.
Ve volbách do Národní rady v roce 2020 podporoval neúspěšnou koalici Progresivní Slovensko/SPOLU.